# 277883 Basu
277883 Basu è un asteroide della fascia principale. Scoperto nel 2006, presenta un'orbita caratterizzata da un semiasse maggiore pari a 2,9002143 UA e da un'eccentricità di 0,1096816, inclinata di 6,82839° rispetto all'eclittica.
L'asteroide è dedicato all'astrofisico statunitense Shantanu Basu.